# Beilschmiedia caloneura
Beilschmiedia caloneura là loài thực vật có hoa trong họ Nguyệt quế. Loài này được Scheff. miêu tả khoa học đầu tiên năm 1876.